# Jean-Émile Humbert

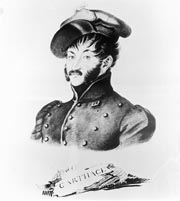
Jean Emile Humbert (Rijksmuseum van Oudheden, Leyde)

Jean Emile Humbert (23 juillet 1771 à La Haye – 20 février 1839 à Livourne) est un lieutenant-colonel néerlandais à qui l'on doit la redécouverte de l'ancienne Carthage. En tant qu'agent du gouvernement néerlandais, il a acquis des pièces essentielles pour les collections du Musée national des antiquités à Leyde. Humbert a été fait chevalier de l'Ordre du Lion néerlandais pour son travail archéologique.

## Jeunesse
Humbert est le fils du peintre Jean Humbert de Superville, d'origine suisse et française. Son frère, David Pierre Giottino Humbert de Superville, était un artiste et érudit connu.

## Début de carrière
Officier dans l'armée de la République des Provinces-Unies, il est confronté aux bouleversements politiques de l'époque napoléonienne. En 1795, la République batave succède à la République des Provinces-Unies. Refusant de servir le nouveau régime, Humbert se tourne vers un projet d'ingénierie en Tunisie.
En Afrique du Nord, Humbert réside chez Antoine Nijssen, consul des Pays-Bas en Tunisie. Il tombe amoureux de la fille du consul, Thérèse, qu’il épouse en 1801. Durant ces années, le nouveau port de Tunis est en construction ; lorsque l’ingénieur responsable quitte définitivement le pays, Humbert prend la direction du chantier.

## Antiquités tunisiennes
Pendant son long séjour en Tunisie, Humbert se passionne pour l'histoire du pays. Il collecte des antiquités et prend des notes sur l'histoire, les coutumes et les langues locales. Il s'intéresse en particulier à la péninsule où se trouvait jadis Carthage. À l'époque, l'emplacement exact de la Carthage punique faisait débat même si l'emplacement de la cité romaine était connu. Après la troisième guerre punique, les Romains détruisirent complètement le site. Lorsqu’un siècle plus tard une nouvelle colonie romaine fut bâtie, tous les vestiges puniques furent engloutis sous la ville nouvelle. Humbert cartographie les lieux, accompagne des voyageurs et devient un expert en topographie carthaginoise.

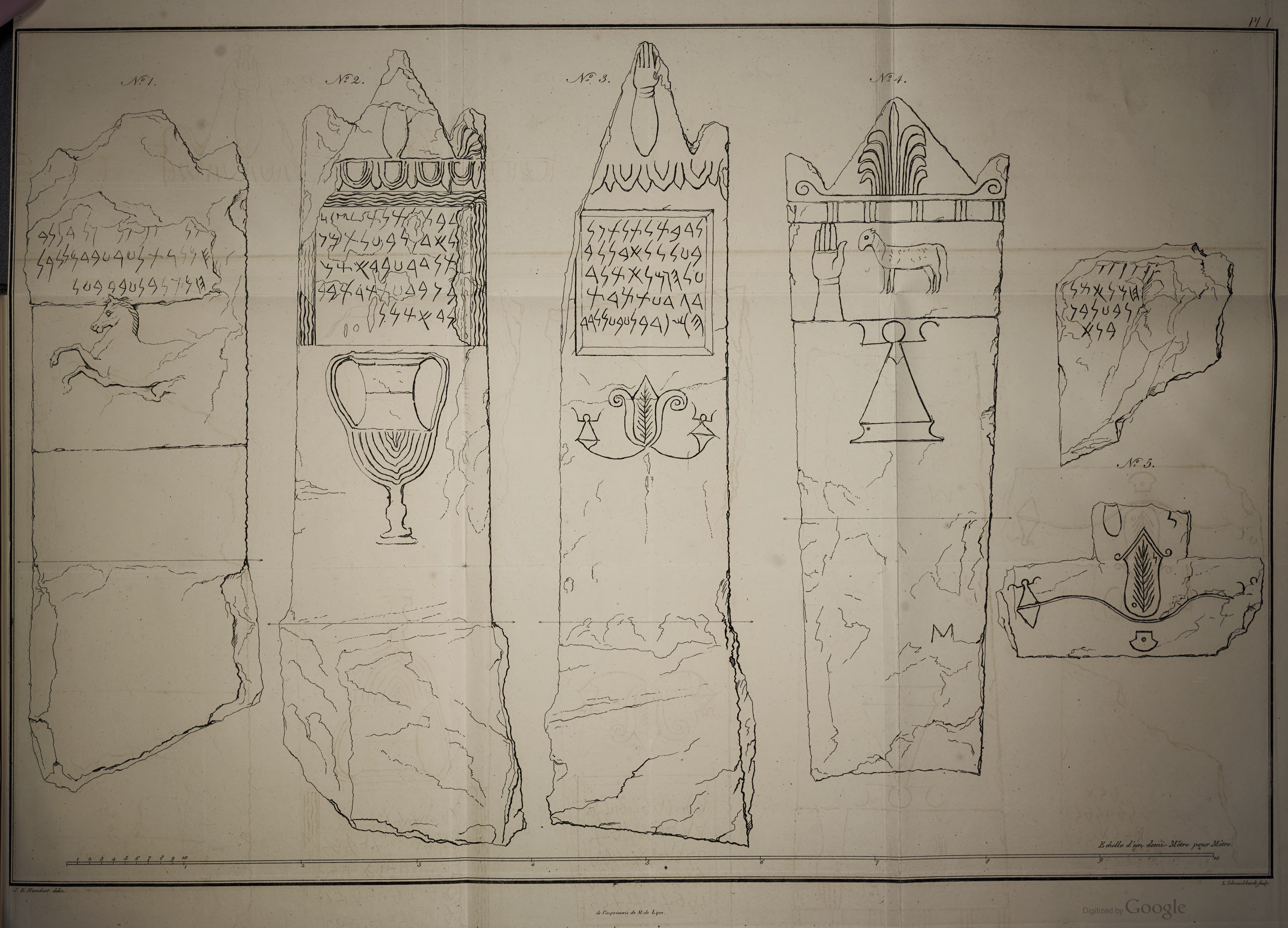
Les inscriptions puniques de Humbert : premières représentations publiées d'artefacts carthaginois.

En 1817, un paysan découvre quatre stèles puniques et deux fragments avec inscriptions, premiers vestiges puniques intacts mis au jour depuis l'Antiquité. 
Lorsque la République batave s'effondra pour laisser place au Royaume des Pays-Bas, Humbert put rentrer dans son pays natal. Mais entretemps, un drame frappa sa maison en Tunisie : sa fille et son gendre moururent de la peste, et sa demeure dut être incendiée. Humbert et son épouse perdirent non seulement leurs proches, mais aussi une grande partie de leurs biens.
De retour aux Pays-Bas, Humbert espérait faire annuler sa nouvelle affectation dans les Indes. Il tenta également de vendre ses possessions restantes, en particulier sa collection d’antiquités. Grâce à ses contacts, il rencontra le professeur d’archéologie Caspar Reuvens. Ce dernier se montra enthousiaste quant aux connaissances de Humbert sur la Carthage antique et accueillit favorablement la collection, qu’il estima à 17 000 florins. L’affectation de Humbert dans les Indes fut transformée en une pension de major sans poste, ce qui lui permit de se consacrer entièrement aux projets archéologiques.

## Première expédition archéologique
Entre 1822 et 1824, Humbert part en expédition pour le gouvernement. Cette mission répondait à un projet du professeur Caspar Reuvens, qui souhaitait publier une étude approfondie sur Carthage et déplorait l’absence de recherches modernes sur une cité aussi importante dans l’Antiquité. Humbert fut chargé de mener des fouilles sur le site, d’acquérir des antiquités, notamment celles mises au jour à Utique, de rassembler du matériel punique et de produire des plans et croquis détaillés.
L’expédition, organisée et financée par le ministère néerlandais de l'Éducation, des Arts et des Sciences, permit à Humbert d’obtenir une augmentation de sa pension ainsi que des fonds pour les acquisitions. Il reçut également l’Ordre du Lion néerlandais, à la fois comme reconnaissance de ses efforts et comme moyen d’honorer les autorités tunisiennes.
Après avoir établi de bonnes relations avec le bey de Tunis, Humbert entreprit l’achat de neuf statues découvertes à Utique. L’une d’elles, la plus remarquable, avait déjà été vendue au Danemark, mais il réussit à acquérir les huit autres. Ces sculptures constituent aujourd’hui une part essentielle de la collection du Musée national des Antiquités de Leyde.
Humbert poursuivit ses recherches et réalisa plusieurs campagnes de fouilles, bien que celles-ci soient de courte durée — la plus longue ne dépassant pas deux semaines. Si les découvertes furent nombreuses, aucune ne se révéla exceptionnelle. En revanche, les fouilles se distinguèrent par la rigueur méthodologique de Humbert, qui consignait ses observations et produisait des dessins remarquablement précis.
De retour aux Pays-Bas fin 1824, il livra soixante‑cinq caisses remplies d’objets d’art et d’antiquités. Le professeur Reuvens, satisfait, envisagea alors une seconde expédition.

## Deuxième expédition
Malgré ses réticences, Humbert repart pour la Tunisie en 1825, promu lieutenant-colonel. Avant cela, il s'attarde en Italie et acquiert des urnes étrusques. Des doutes sur leur authenticité refroidissent ses rapports avec Reuvens, avant un apaisement.

### Antiquités étrusques
Humbert acquiert le Museo Corazzi, soit plus de 500 objets de bronze étrusques. Bien qu'en dehors du cadre de sa mission, le gouvernement valide l'achat a posteriori. Cela déclenche les études étrusques aux Pays-Bas.

### Antiquités égyptiennes
Il achète la collection Cimba pour 5 000 florins, puis entame des négociations sur la vaste collection de Jean d'Anasty, plus de 5 600 objets. Après de longues tractations, elle est achetée pour 230 000 francs. Trois pièces supplémentaires sont offertes à Humbert.

## Fin de vie
De retour aux Pays-Bas, il travaille sur une publication sur Carthage mais ne repartira plus en expédition. Retiré en Italie, il meurt en 1839. Sa pierre tombale mentionne la découverte de Carthage.

## Distinctions
- Chevalier de l'ordre du Lion néerlandais